# Алатаєво (Гірськомарійський район)
Алата́єво (рос. Алатаево, марій. Алатай) — присілок у складі Гірськомарійського району Марій Ел, Росія. Входить до складу Пайгусовського сільського поселення.

## Населення
Населення — 72 особи (2010; 94 у 2002).
Національний склад (станом на 2002 рік):
- гірські марійці — 100 %